# 火星サイクラー

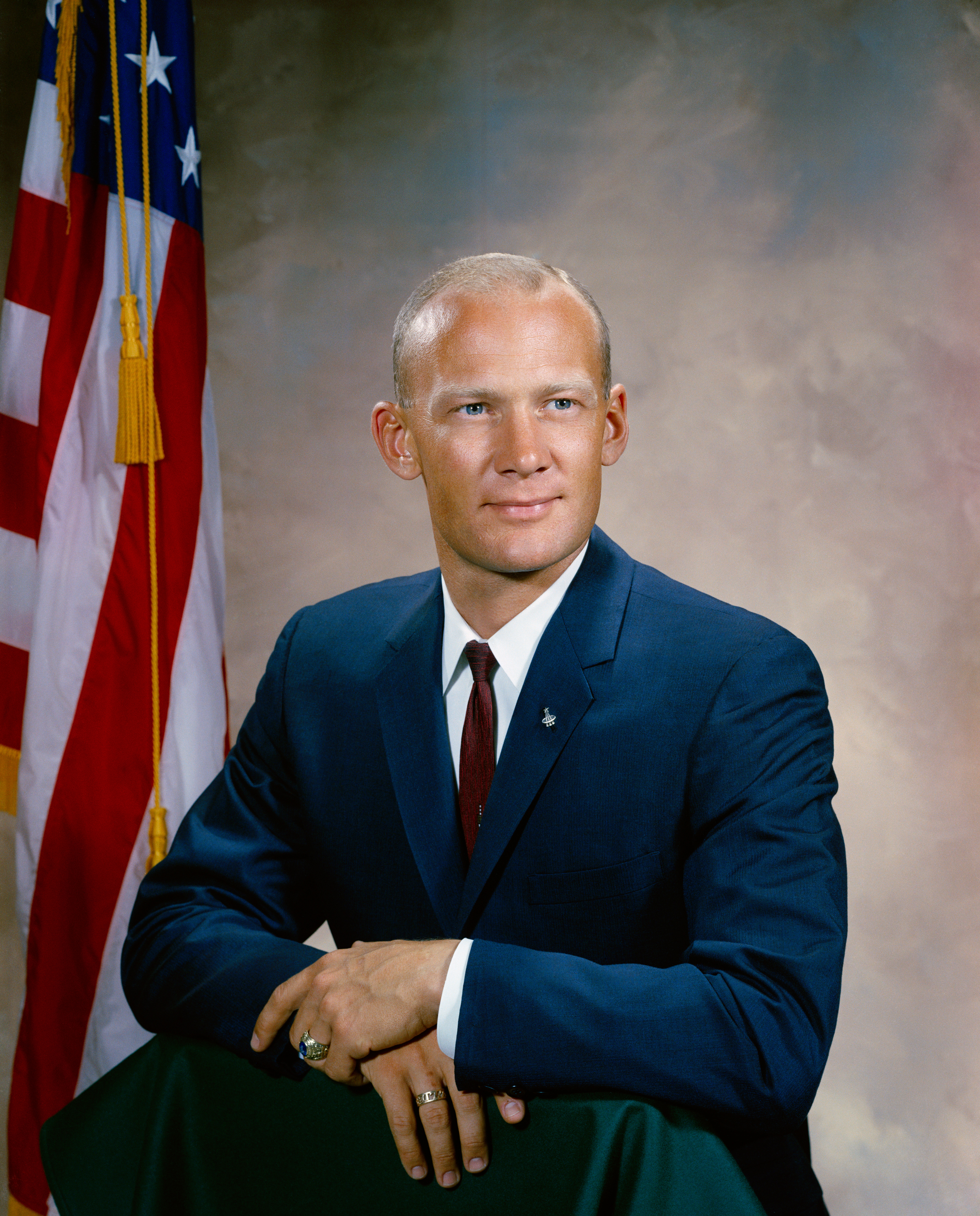
オルドリン・サイクラーの発見者（バズ・オルドリン）

火星サイクラー（かせいサイクラー、英語: Mars cycler）または、地球-火星サイクラーは、地球と火星に定期的に遭遇する一種の宇宙船の軌道。火星サイクラーという用語は、火星サイクラー軌道上の宇宙船を指す場合もある。オルドリンサイクラー（英語: Aldrin cycler）は火星サイクラーの一例。
サイクラーは、最小限の推進剤を使用して人や物をそれらの物体間で輸送するのに役立つ可能性があり（ほとんどの軌道変更は重力アシストフライバイに依存する）、宇宙線や太陽嵐から輸送中の人を保護するために強力な放射線シールドを運ぶことができる。

## 地球-火星サイクラー
サイクラーは、2つ以上の物体に定期的に遭遇する軌道。軌道が確立されると、軌道の小さな摂動のためにいくつかの小さな修正が必要になる場合があるが、2つの間を往復するための推進力は必要ない。サイクラーの使用は、地球と金星のサイクラーのケースを調査したウォルター・M・ホリスターによって1969年に検討され、ホリスターは特定の任務を念頭に置いていなかったが、2つの惑星間の定期的な通信と複数惑星のフライバイ任務の両方に使用することを想定していた。
火星の1年は1.8808地球の年であるため、火星は地球が15を作るのとほぼ同時に、太陽の8つの軌道を作る。地球と火星の間のサイクラー軌道は、２つの惑星間のシノディック周期の整数倍で発生する。これは約2.135地球年。1985年、バズ・オルドリンは、単一のシノディック期間に対応する火星サイクラーを特定した、彼の以前の月のサイクラー作業の拡張を発表した。オルドリンサイクラー（現在知られているように）は、太陽の周りに単一の奇行ループを作る。地球から火星まで146日（4.8か月）で移動し、火星の軌道を超えて次の16か月を過ごし、火星の軌道から地球の軌道の最初の交差点に戻るまでさらに146日かかる。
現在の名を冠したオルドリンサイクラーの存在は、1985年にジョン・ニーホフによって提案されたVISIT-1およびVISIT-2サイクラーとともに、その年の後半にジェット推進研究所の科学者によって計算され確認された。各地球について– 7つのシノディック周期の倍数ではない火星サイクラー。アウトバウンドサイクラーは地球からの途中で火星と交差し、インバウンドサイクラーは地球への途中で火星と交差する。これらの軌道の唯一の違いは、機体が地球から打ち上げられたシノディック期間の日付である。7つのシノディック周期の倍数を持つ地球-火星サイクラーは、軌道のほぼ同じポイントで地球に戻り、各サイクル中に地球や火星に複数回遭遇する可能性がある。VISIT 1は、15年間で地球に3回、火星に4回遭遇する。VISIT 2は、15年間で地球に5回、火星に2回遭遇する。いくつかの可能な地球-火星サイクラーは以下を含む： 
| サイクルあたりのシノディック期間 | サイクルあたりの太陽回転数 | サイクルあたりの時間（年） | 遠地点半径（AU） | 地球/火星の移動時間（日） | ノート                                             |
| -------------------------------- | -------------------------- | -------------------------- | ---------------- | ------------------------- | -------------------------------------------------- |
| 1                                | 1                          | 2.135                      | 2.23             | 146                       | オルドリンサイクラー                               |
| 2                                | 2                          | 4.27                       | 2.33             | 158                       |                                                    |
| 2                                | 3                          | 4.27                       | 1.51             | 280                       | 火星軌道の準主軸内の遠日点                         |
| 3                                | 4                          | 6.405                      | 1.89             | 189                       |                                                    |
| 3                                | 5                          | 6.405                      | 1.45             | 274                       | 火星軌道の準主軸内の遠日点                         |
| 3                                | 5                          | 6.405                      | 1.52             | 134                       | 火星軌道の準主軸内の遠日点                         |
| 4                                | 5                          | 8.54                       | 1.82             | 88                        |                                                    |
| 4                                | 6                          | 8.54                       | 1.53             | 157                       | 火星軌道の遠日点内の遠日点                         |
| 5                                | 4                          | 10.675                     | 2.49             | 75                        |                                                    |
| 5                                | 5                          | 10.675                     | 2.09             | 89                        |                                                    |
| 5                                | 6                          | 10.675                     | 1.79             | 111                       |                                                    |
| 5                                | 7                          | 10.675                     | 1.54             | 170                       | 火星軌道の遠日点内の遠日点                         |
| 5                                | 8                          | 10.675                     | 1.34             | 167                       | 火星軌道の準主軸内の遠日点                         |
| 6                                | 4                          | 12.81                      | 2.81             | 87                        |                                                    |
| 6                                | 5                          | 12.81                      | 2.37             | 97                        |                                                    |
| 6                                | 6                          | 12.81                      | 2.04             | 111                       |                                                    |
| 6                                | 7                          | 12.81                      | 1.78             | 133                       | 最小限の弾道補正が必要                             |
| 6                                | 8                          | 12.81                      | 1.57             | 179                       | 最小限の弾道補正が必要                             |
| 6                                | 9                          | 12.81                      | 1.40             | 203                       | 火星軌道の準主軸内の遠日点。最小限の弾道補正が必要 |

地球火星サイクラーの軌跡の詳細な調査は、テキサス州テキサス大学オースティン校のライアン・ラッセルとセザール・オカンポによって行われた。彼らは、2～4のシノディック周期の周期を持つ24の地球-火星サイクラーと、5または6のシノディック周期の周期を持つ92のサイクラーを特定した。彼らはまた、何百もの非弾道サイクラーを発見した。

## 物理

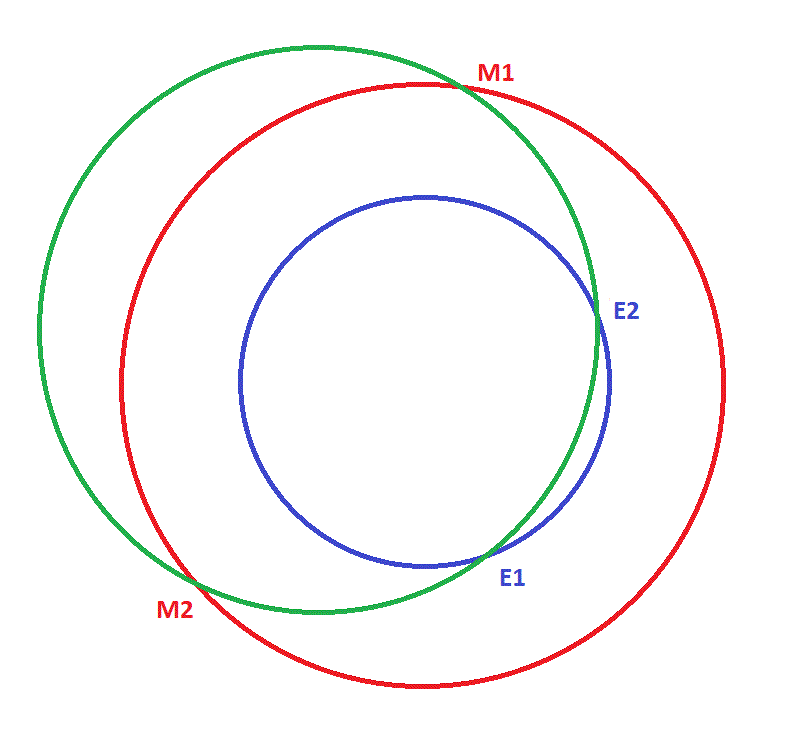
火星サイクラーは、地球（青）と火星（赤）の軌道を横切る楕円軌道（緑）であり、必ずしもすべての軌道上にあるとは限らないが、軌道と交差する点で両方の惑星に遭遇する。（縮尺どおりではありません）

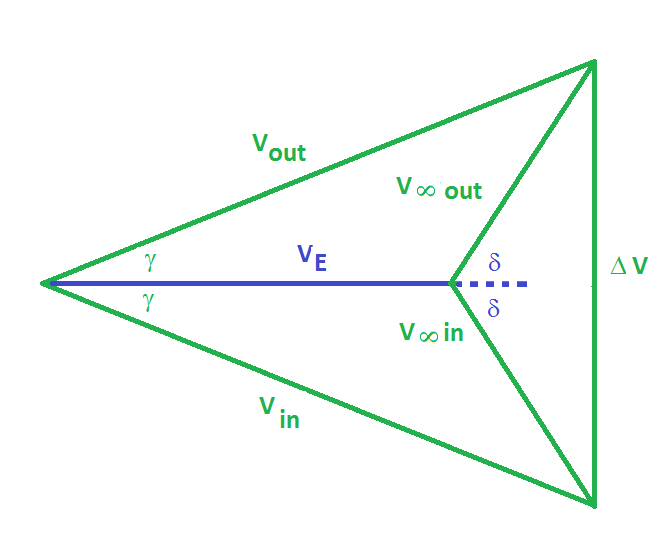
重力アシスト速度図。

地球は地球の1年で太陽を周回し、火星は1.881で周回する。どちらの軌道も完全に円形ではない。地球の軌道離心率は0.0168、火星の離心率は0.0934。火星の軌道は地球の軌道に対して1.85度傾いているため、2つの軌道も完全に同一平面上にはない。火星の重力がサイクラーの軌道に与える影響はほとんど無視できるが、はるかに重い地球の重力の影響を考慮する必要がある。これらの要因を無視し、火星の公転周期を1.875地球年と概算すると、15地球年は8火星年になる。反対の図では、ポイントE1で地球から始まるオルドリンサイクラー軌道の宇宙船がM1で火星に遭遇する。地球の2年余り後にE1に戻ると、地球は存在しなくなるが、E2で再び地球に遭遇する。これは、地球軌道の1⁄7である51.4度で、さらに丸みを帯びている。
サイクラー軌道の形状は、円錐曲線から取得できる。
{\displaystyle r=a(1-\epsilon ^{2})/(1+\epsilon \cos \theta )}
ここで、rは1天文単位、aは半主軸、εは軌道離心率、 θは-25.7（-51.4の半分）。最初と最後の伝達角度として51.4を使用してランバートの問題を解くことにより入手できる。これは与える：
{\displaystyle a=1.60}
二次方程式を解くと、次のようになる。
{\displaystyle \epsilon =0.393}
公転周期は2.02年。
宇宙船が地球を通過する角度γ、次の式で与えられます。
{\displaystyle \tan \gamma =(\epsilon r/(a(1-\epsilon ^{2})))\sin \theta }
上で与えられて導き出された値を代入すると、7.18度のγ地球から重力アシストを計算できる。
{\displaystyle \Delta V=2V\sin \gamma }
ここで、Vは地動説のフライバイ速度です。これは、次の式から計算できる。
{\displaystyle V=V_{E}(2-r/a)^{1/2}}
ここでV E は地球の速度で、29.8 km/s。代入するとV = 34.9 km/s、およびΔ = 8.73 km/sになる。
超過速度は次の式で与えられる。
{\displaystyle V_{\infty }=(V^{2}+V_{E}^{2}-2VV_{E}\cos \gamma )^{1/2}}
これによりV ∞ の値は6.54の km/sになる。回転角度δは、次の式から計算できる。
{\displaystyle \Delta V=2V_{\infty }\sin \delta }
これにより、 δ = 41.9度になる。これは、83.8度の回転があることを意味する。地球に最も近いアプローチの半径r p によって与えられる：
{\displaystyle \sin \delta =1/(1+(r_{p}V_{\infty }^{2}/\mu _{E})}
ここでμ E は地球の重力定数。値を代入するとr p = 4,640キロメートル (2,880 mi) 、これは地球の半径が6,371キロメートル (3,959 mi) 。したがって、惑星を快適に回避するには、修正が必要になる。

## 提案された使用法

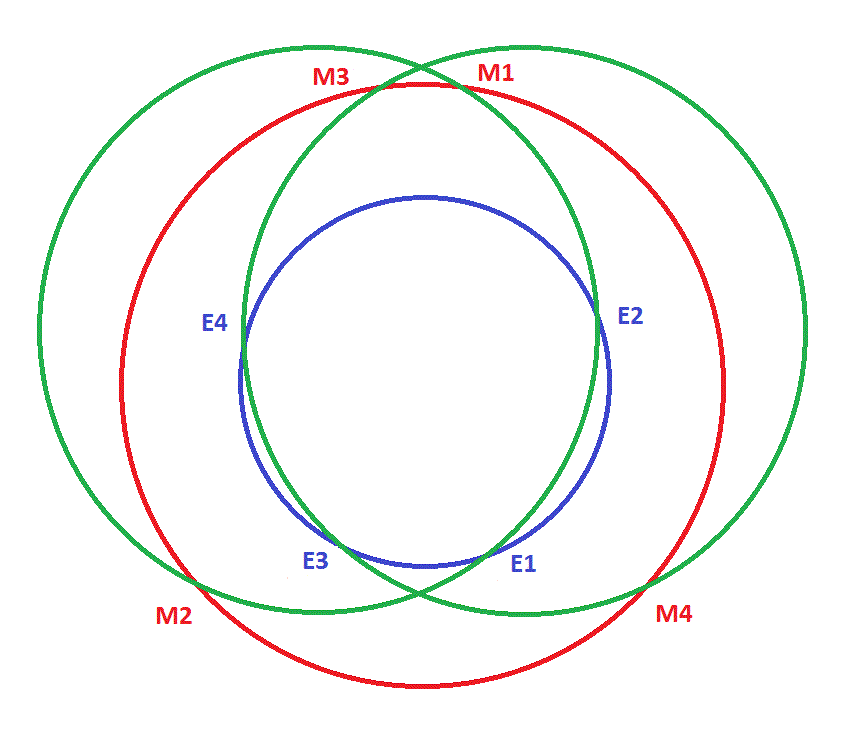
オルドリンは、サイクラーが再び来るのを待つのではなく、2番目のサイクラーを使用して帰路を作ることを提案した。（縮尺どおりではありません）

オルドリンは、地球と火星の間の定期的な輸送を提供する火星サイクラー車両のペアを提案した。宇宙飛行士は比較的窮屈な宇宙船で数日間月への旅行に耐えることができるが、火星へのミッションは数か月続き、はるかに長い旅のためにはるかに住みやすい宿泊施設が必要になる。宇宙飛行士は、十分な居住空間、生命維持装置、および強力な放射線遮蔽を備えた施設を必要である。1999年のNASAの研究では、火星へのミッションでは約437メトリックトン (482ショートトン)を宇宙に持ち上げる必要があり、250メトリックトン (280ショートトン)が推進剤であると推定された。
オルドリンは、火星ミッションのコストは、キャッスルと呼ばれる周期的な軌道にある大きな宇宙ステーションを使用することで大幅に削減できると提案した。軌道上に確立されると、推進剤を必要とせずに地球と火星の間を定期的に移動する。したがって、消耗品を除いて、貨物は一度だけ発射する必要がある。2つのキャッスルが使用され、1つは火星への高速移動と長い往復を伴うオルドリンサイクラーのアウトバウンドキャッスル、もう1つは地球への高速移動と火星への長い帰還を伴うインバウンドキャッスル。オルドリンは上下のエスカレーターと呼んでいる。
宇宙飛行士は、火星軌道タクシーと呼ばれる特殊な技術で地球軌道と火星軌道でサイクラーを利用する。1つのサイクラーは、約5か月で地球から火星への往路を移動する。補完的な軌道にある別の火星サイクラーは、これも約5か月で火星から地球に移動する。タクシーとカーゴビークルは、一方の惑星でサイクラーに取り付けられ、もう一方の惑星に到達すると切り離される。したがって、サイクラーの概念は、地球と火星の間の日常的で安全かつ経済的な輸送を提供する。
サイクラーの概念の重大な欠点は、オルドリンサイクラーが両方の惑星を高速で飛行することであった。タクシーは、地球の周りでは15,000マイル毎時 (24,000 km/h)に、火星近くでは22,000マイル毎時 (35,000 km/h)に加速する必要がある。これを回避するために、オルドリンは彼がセミサイクラーと呼んでいるものを提案した。この場合、キャッスルは火星の周りで減速し、火星を周回し、後でサイクラーの軌道を再開する。これには、ブレーキ操作とリサイクル操作を実行するための燃料が必要になる。
キャッスルは、一連の低推力操作を実行することにより、燃料を大幅に節約してサイクラー軌道に挿入できる。キャッスルは、打ち上げ時に暫定軌道に配置され、その後、地球スイングバイマニューバを使用して最終的なサイクラー軌道にブーストする。従来の燃料の使用を想定すると、サイクラー軌道を確立するために必要な燃料を推定することが可能である。オルドリンサイクラーの場合、重力アシストを使用すると、必要な燃料が約24.3メトリックトン (26.8ショートトン) 、つまり15％削減される。他のサイクラーは、軌道の形状のため、そして地球に遭遇したときに、それほど印象的な改善を示さなかった。VISIT-1サイクラーの場合、利益は約0.2メトリックトン (0.22ショートトン)、1％未満であり、軌道を確立するために必要な追加の3年を正当化することはほとんどできない。

## ノート
1. ↑  Conventional fuel in the vicinity of Earth is liquid hydrogen and liquid oxygen, which can be refrigerated on the ground and used during or soon after launch. The 2×H2 + O2 combination has a specific impulse of about 450 s (4.4 km/s). Deep space maneuvers use toxic, non-cryogenic mono-methyl hydrazine and nitrogen tetroxide fuel (e.g. used by the Galileo spacecraft) with a 300 s (2.9 km/s) specific impulse. Unfortunately, safer and more efficient cryogenic fuels like O2 and H2 cannot be economically carried into deep space: Without prohibitively massive refrigeration they boil away.